# دانييل بلاثا مونتيرو
دانييل بلاثا مونتيرو (بالإسبانية: Daniel Plaza Montero، ولد في 3 يوليو 1966، برشلونة، إسبانيا) لاعب ألعاب قوى إسباني.
حصل على الميدالية الذهبية في دورة الألعاب الأولمبية الصيفية 1992 في برشلونة.

## إنجازاته

### الألعاب الأولمبية الصيفية
- 1992 برشلونة  إسبانيا:  ميدالية ذهبية في سباق المشي 20 كيلومتر.

### بطولة العالم لألعاب القوى
- 1993 شتوتغارت  ألمانيا:  ميدالية برونزية في سباق المشي 20 كيلومتر.

### بطولة أوروبا لألعاب القوى
- 1990 سبليت  كرواتيا:  ميدالية فضية في سباق المشي 20 كيلومتر.

## وصلات خارجية
- دانييل بلاثا مونتيرو على موقع الاتحاد الدولي لألعاب القوى (الإنجليزية)
- دانييل بلاثا مونتيرو على موقع اللجنة الأولمبية الدولية (الإنجليزية)
- دانييل بلاثا مونتيرو على موقع أوليمبيديا (الإنجليزية)